# 鈴木慶子
鈴木 慶子（すずき けいこ、1968年5月20日 - ）は、日本の元女子野球選手、野球指導者。
日本人として初めて米女子野球リーグのプロ選手となった、日本女子野球のパイオニア。

## 経歴
- 1978年 小学校3年生の時に、女子軟式野球チーム「緑スネークス」で野球を始める。
- 1984年 中学2年時に緑スネークスで全国大会優勝。当時のポジションは投手。
- 1992年 大学進学後、女子軟式野球クラブチーム「町田スパークラーズ」でプレー。1992年、1994年の二度、女子軟式野球日本一に。
- 1995年-1997年 単身渡米。フロリダの女子プロ野球リーグでプレー。日本人初の米国女子プロ野球選手として脚光を浴びる[1]。
- 1998年　全米女子野球リーグで活躍。しかし、シーズン半ばで所属リーグが解散。それにともない帰国。
- 1999年　アメリカ（フロリダ）で開催された春季全米大会に派遣するための全日本女子硬式野球チーム（第1期チーム・エネルゲン）代表選手に選出。キャプテンを務める。
- 2000年　現役引退。
- 2001年　自ら「ファーイースト・ブルーマーズ」という女子チームを結成、監督に就任。
- 2008年　ファーイースト・ブルーマーズを率い、香港で行われた世界大会にて優勝。
- 2009年　ファーイースト・ブルーマーズを率い、香港で行われた世界大会にて連覇を達成。ファーイースト・ブルーマーズ10回目の海外遠征でもあった。